# Scinax fuscovarius
Scinax fuscovarius (A. Lutz, 1925), também conhecida como perereca-de-banheiro, ou raspa-cuia, é um anfíbio anuro da família Hylidae, pertencente ao gênero Scinax com ampla distribuição na América do Sul, incluindo o Brasil.

## Etimologia
A palavra Scinax vem do grego skinakos e significa ágil, ou rápido, representando um gênero de anfíbios com uma notável habilidade de salto. Já a palavra fuscovarius vem do latim e significa “marrom” referente a sua coloração.
Seu nome popular vem da sua adaptação a ambientes antropizados, sendo comumente encontrada em banheiros, ralos e instalações hidráulicas, o que lhe dá o nome popular de perereca-do-banheiro. Além disso, devido ao seu canto, que lembra um ruído de raspagem, é, também, conhecida como perereca raspa-cuia.

## Taxonomia e sistemática
S. fuscovarius, pertencente à família Hylidae e ao grupo Scinax ruber, foi descrita com originalidade por Adolfo Lutz, em 1925, com o nome de Hyla fuscovaria. Em termos de taxonomia, durante algum tempo, foi reavaliada devido a similaridade com outras espécies, uma vez que ocorreram confusões pela semelhança dentro do gênero Scinax. Estudos filogenéticos apontam proximidade com Scinax similis, o que sugere um ancestral em comum adaptado a outros ecossistemas.
Da perspectiva taxonômica, o gênero pertence a tribo Dendropsophini, sub família Hylinae, família Hylidae e, de acordo com as revisões de filogenia, os membros estão distribuídos atualmente nos grandes dois clados Scinax catharinae e Scinax ruber.

## Distribuição geográfica e habitat

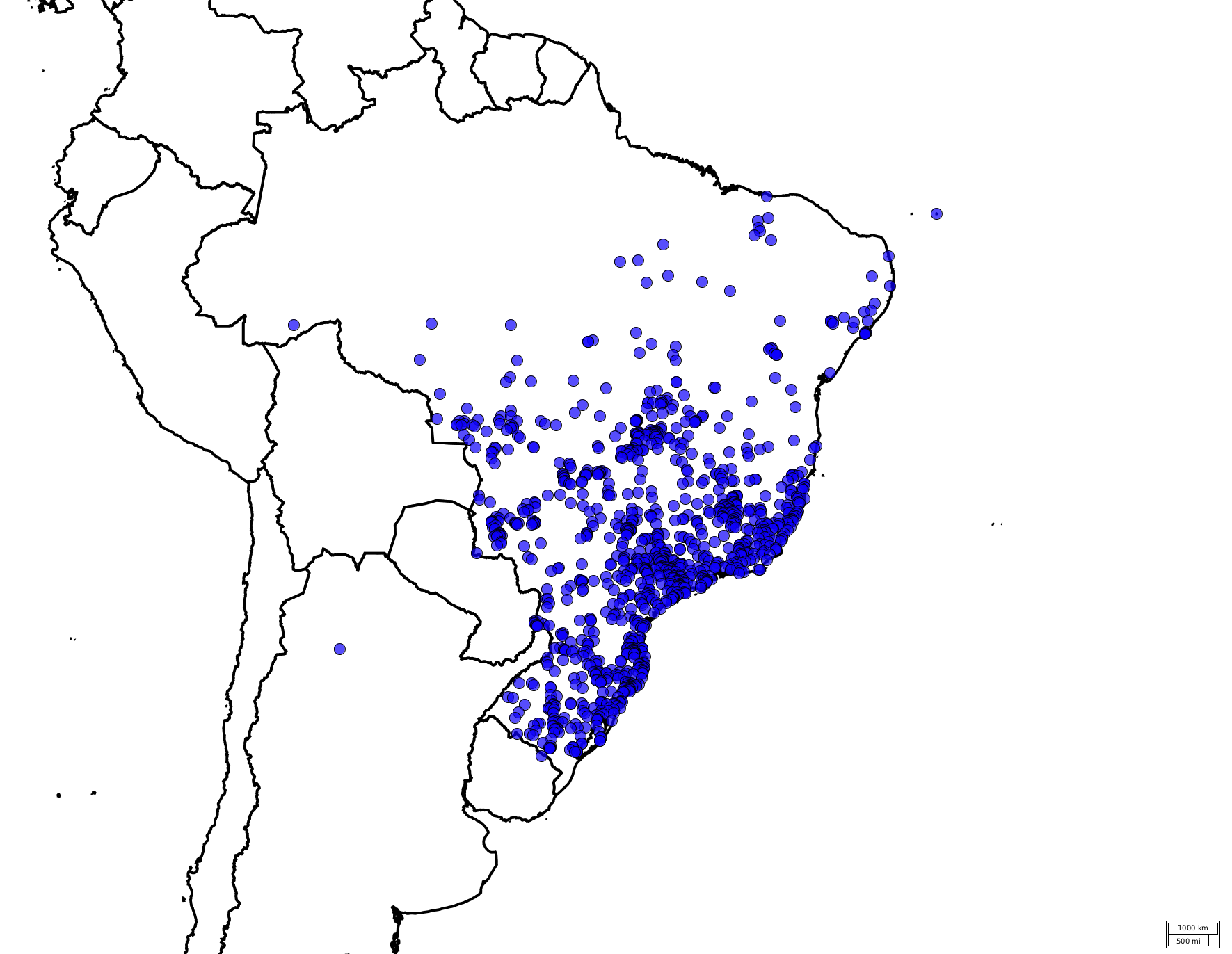
Mapa da distribuição espacial de Scinax fuscovarius.

A espécie S. fuscovarius possui ampla distribuição geográfica, que ocorre desde estados brasileiros, como o Mato Grosso, Goiás e o Rio Grande do Sul, até o Norte do Uruguai e o Nordeste da Argentina, Paraguai e Bolívia, em altitudes entre 150 m até 1800 m de altitude. No Brasil está presente nos biomas Mata Atlântica, Cerrado e Pantanal, com grande ocorrência em ambientes abertos e com maior interferência antrópica, debaixo de troncos, pedras, galerias de água, poças temporárias, permanentes e brejos, sendo raramente achados em ambientes florestados.

## Biologia e história natural

### Caracterização da espécie

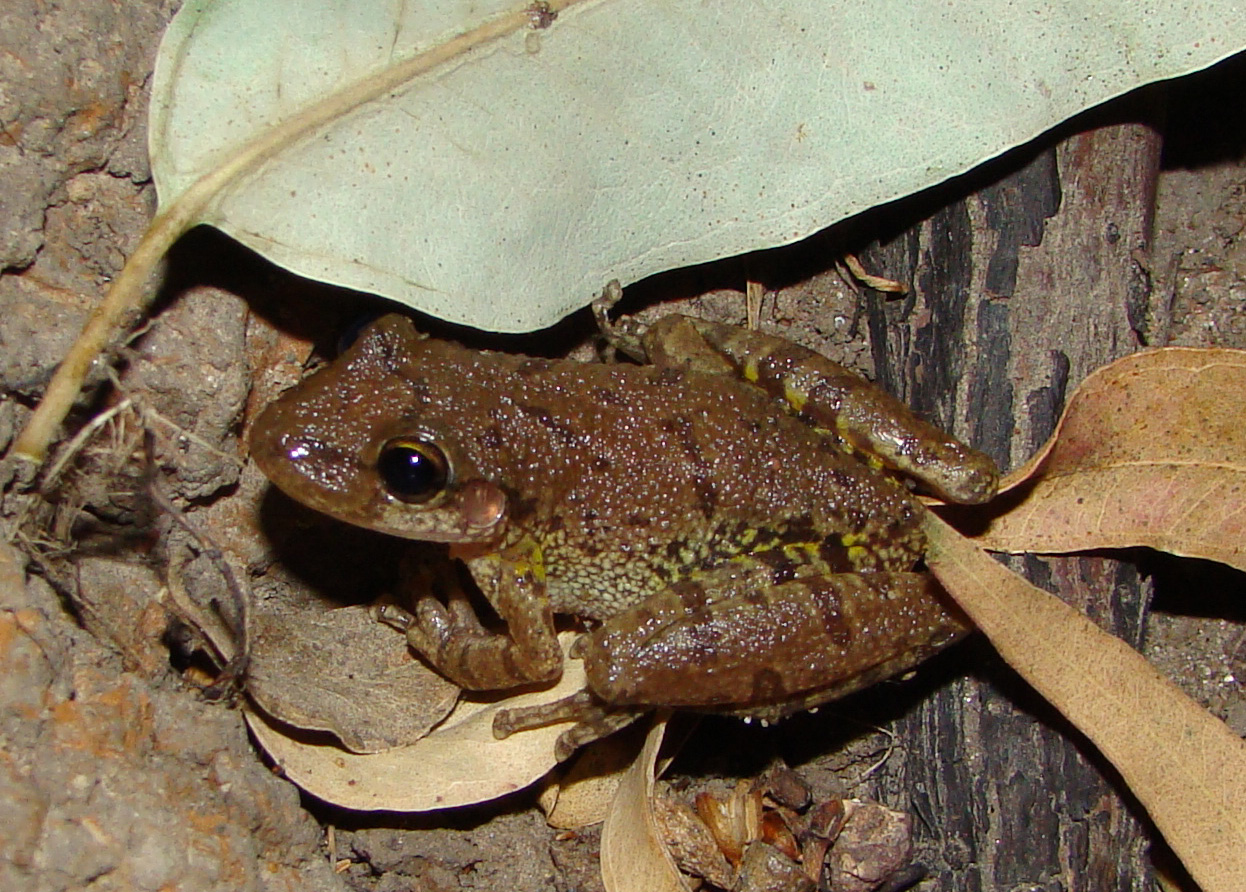
Indivíduo de Scinax fuscovarius com o dorso castanho-escuro.

S. fuscovarius é uma espécie arborícola de médio porte com comprimento rostro-cloacal de até 48 mm. Possui o dorso castanho escuro, castanho-amarelado, verde-oliva, ou amarelo-pálido, com manchas irregulares marrons escuras a pretas. Além disso, tem partes escondidas dos membros e flancos amarelas entremeadas com preto  e seu ventre é esbranquiçado, com manchas escuras. Também possui um tímpano maior que o maior disco adesivo da mão.

### Reprodução e ciclo de vida
A espécie possui atividade noturna e tem sua reprodução concentrada em estações quentes e chuvosas, como a primavera e o verão entre os meses de setembro a março. Prefere áreas abertas e ambientes lênticos para sua reprodução e desova, bem como  brejos, poças, ou riachos temporários de fundo arenoso, ou lodoso, cercados por vegetação arbustiva.

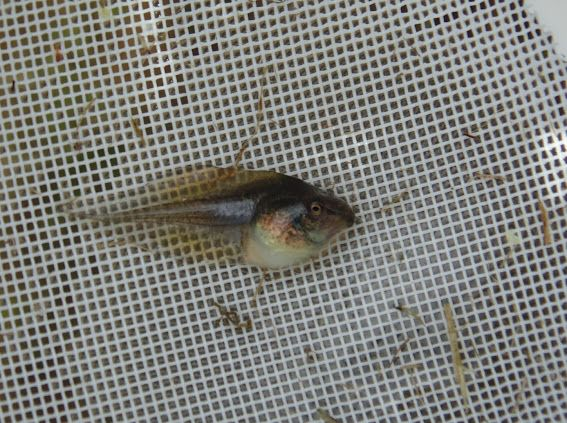
Girino de Scinax fuscovarius encontrado em uma lagoa temporária na Floresta Nacional de Capão Bonito, São Paulo.

Durante o amplexo, ou abraço nupcial, as fêmeas realizam a deposição de 1.500 a 2.000 ovos no fundo de corpos d’água espalhada entre detritos vegetais. Os girinos são cinza-claros e translúcidos e diurnos e nectônicos, isto é, ficam em trechos com profundidades entre 10 e 40 cm acima do fundo, ou próximos à superfície.

### Vocalização
Os machos vocalizam no chão, ou na vegetação marginal  próximos às áreas alagadas, formando coros para atrair as fêmeas para o campo, ou lagoa. Assim, é possível escutar sua vocalização, canto com a repetição da sílaba “cró” em intervalos regulares, tanto no fim da tarde, quanto à noite.

### Alimentação
A perereca-de-banheiro é considerada uma espécie generalista no quesito alimentação, tendo uma dieta composta principalmente por artrópodes como aracnídeos, blatídeos, besouros e hemípteros.

### Comportamento
Durante o dia, em busca de locais frios e úmidos, a espécie se abriga em tocas, frestas de árvores no chão, bromélias, ou em construções humanas. Fora do período de reprodução, pode ser comumente observada no interior de residências e em outros ambientes antrópicos.
Por preferirem áreas abertas, os fragmentos florestais, diferente das estradas e ambientes antropizados, funcionam como corredores para seu deslocamento entre os habitats de reprodução e outras regiões, realizam outras atividades comportamentais, bem como sua alimentação, hibernação e estivação.

## Status de conservação
A espécie possui um estado de conservação estável sendo considerada pouco preocupante (LC) segundo a Lista Vermelha da União Internacional para a Conservação da Natureza e dos Recursos Naturais da IUCN de 2023 e para a Lista Vermelha do Livro Vermelho da Fauna Brasileira Ameaçada de Extinção de 2018 do Instituto Chico Mendes de Conservação da Biodiversidade.

## Aspectos culturais

### Mitos populares
O desconhecimento das características das espécies leva uma generalização imprópria sobre a periculosidade dos anfíbios, fazendo com que a população desenvolva estereótipos errôneos sobre o grupo. Os anuros, como a perereca-de-banheiro, são considerados perigosos e “nojentos” pela maioria da população e acredita-se que o animal pode causar cegueira. Esse medo muitas vezes é atribuído a sua aparência, junto à perpetuação de crenças populares.

### Arte
O título da música “Rapa Cuia”, produzida por Bezerra da Silva, refere-se à vocalização desta espécie. O som produzido pelos anuros sugere uma interação animada e lúdica entre os elementos da natureza e a vida simples do pescador.